# Pochoco, Puebla
Pochoco är en ort i Mexiko.   Den ligger i kommunen Cuetzalan del Progreso och delstaten Puebla, i den sydöstra delen av landet, 190 km öster om huvudstaden Mexico City. Pochoco ligger 301 meter över havet och antalet invånare är 252.
Terrängen runt Pochoco är kuperad åt sydväst, men åt nordost är den platt. Runt Pochoco är det tätbefolkat, med 383 invånare per kvadratkilometer. Närmaste större samhälle är Ciudad de Cuetzalan, 8,4 km sydväst om Pochoco. I omgivningarna runt Pochoco växer huvudsakligen savannskog.